# هیئت‌های اعزامی ژاپنی به امپراتوری چین

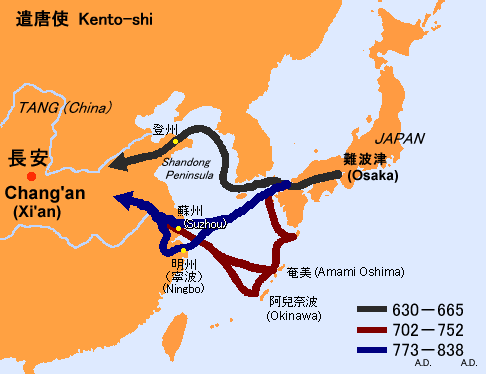

هیئت‌های اعزامی ژاپنی به امپراتوری چین سفیرانی در ارتباط با روابط خارجی ژاپن بودند که به طور متناوب به امپراتوری چین ارسال می‌شدند.
سوابق موجود مأموریت‌های به چین بین سالهای ۶۰۷ و ۸۳۹ (مأموریتی که برای سال ۸۹۴ برنامه‌ریزی شده بود لغو شد) موجود هستند. ترکیب این مأموران امپراتوری شامل اعضای اشرافی و نخبه، کوگه (مقام‌های وابسته به دربار) و راهبان بودایی بودند. این مأموریت‌ها منجر به واردات فرهنگ چینی، از جمله پیشرفت در علم و فناوری شد. این برخوردهای دیپلماتیک طیف وسیعی از شاخه‌های بوداگرایی در ژاپن، از جمله ذن را ایجاد کرد.